# アルフレート (ザクセン＝コーブルク＝ゴータ公)

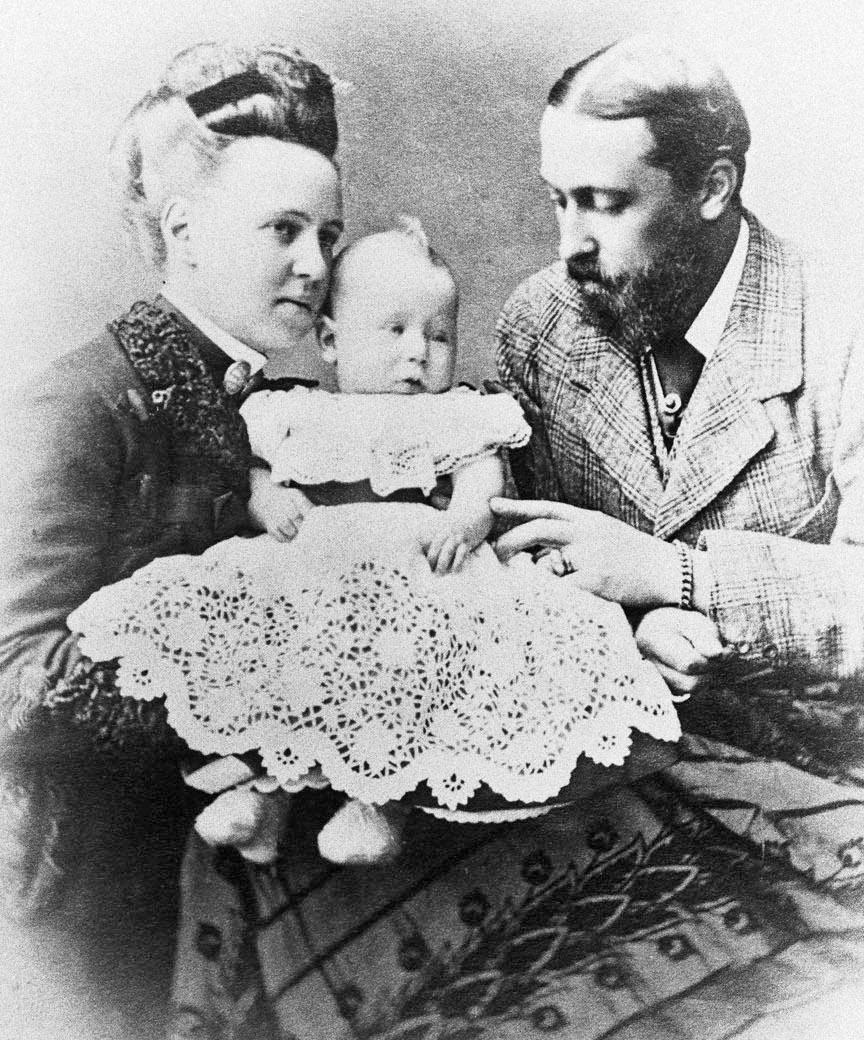
アルフレッドと妻マリヤ、長男アルフレッド

アルフレート（Alfred, 1844年8月6日 - 1900年7月30日）は、第3代ザクセン＝コーブルク＝ゴータ公（在位：1893年 - 1900年）。全名はドイツ語でアルフレート・エルンスト・アルベルト（Alfred Ernst Albert）もしくは英語でアルフレッド・アーネスト・アルバート（Alfred Ernest Albert）。ニックネームはアッフィ（Alfie）。ザクセン＝コーブルク＝ゴータ公子アルベルト（英語名アルバート）とその妻であったイギリス女王ヴィクトリアの次男。イギリス王族としてエディンバラ公にも叙されていた。

## 生涯
アルフレッドは、1844年8月6日にヴィクトリア女王とその王配アルバートの間に第4子としてウィンザー城（イングランドのバークシャー州）で生まれた。1856年にアルフレッドはイギリス海軍に入隊した。1867年から翌年にかけてガラティア号（HMS Galatea）で世界一周航海を行い、日本に立ち寄り、イギリス王子として初めてオーストラリアに上陸している。
1862年にアルフレッドは廃位されたオソン1世に代わってギリシャ王に推されたが、母らの反対にあって辞退した（結局デンマーク王クリスチャン9世の王子ヴィルヘルムがゲオルギオス1世として王位に即いた）。
アルフレッドは1874年1月23日にロシア皇帝アレクサンドル2世の娘マリヤ（1853年 – 1920年）と結婚した。
1893年8月23日に伯父のザクセン＝コーブルク＝ゴータ公エルンスト2世が死去した。エルンスト2世には子供がなく、その弟である父アルバートはすでに死去しており、兄のウェールズ公アルバート・エドワード（後のイギリス王エドワード7世）も公位継承権を放棄していたため、アルフレッドはザクセン＝コーブルク＝ゴータ公アルフレートとなった。はじめは外国人として嫌われたものの、アルフレートは我を主張せずに現地のやり方を尊重し――最期まで片言のドイツ語しか話せなかったにも拘らず――徐々に国民の支持を集めるようになった。
アルフレートは1900年7月30日にローゼナウ城（現バイエルン州オーバーフランケン県コーブルク郡）で死去した。唯一の男子アルフレッドは1899年に自殺しており、最年長の弟コノート公アーサーとその息子アーサーも公位継承権を放棄したため、末弟オールバニ公レオポルドの遺児であるオールバニ公チャールズ・エドワードがザクセン＝コーブルク＝ゴータ公を継承した（ザクセン＝コーブルク＝ゴータ公としてはカール・エドゥアルト）。エディンバラ公位は継承されなかった。
日本との関係では、明治維新から間もない1869年に来日した。欧米諸国の王族が日本を訪問したのはこの時が初めてとされている。

## 子女
妃のマリヤとの間には、以下の1男4女をもうけた。名前は全て英語名で記載。
- アルフレッド・アレグザンダー・ウィリアム・アーネスト・アルバート（1874年 - 1899年） - ザクセン＝コーブルク＝ゴータ公子、ケント伯
- マリー・アレグザンドラ・ヴィクトリア（1875年 - 1938年） - ルーマニア王フェルディナンド1世妃
- ヴィクトリア・メリタ（1876年 - 1936年） - ヘッセン大公エルンスト・ルートヴィヒ妃、のちロシア大公キリル妃
- アレグザンドラ・ルイーズ・オルガ・ヴィクトリア（1878年 - 1942年） - ホーエンローエ＝ランゲンブルク侯エルンスト2世妃
- 流産児（1879年 - 1879年）
- ベアトリス・レオポルディン・ヴィクトリア（1884年 - 1966年） - ガリエラ公アルフォンソ妃

## 人物
- フリーメイソンだった[1]。